# Cerco de Sérdica (809)
O Cerco de Sérdica (em búlgaro: Обсадата на Сердика) se realizou na primavera de 809 na cidade de Sérdica (atual Sófia), na Bulgária, e terminou com a anexação permanente da cidade pelo Império Búlgaro.

## Origens do conflito
Após a destruição do Grão-Canato Avar, o cã búlgaro Crum voltou sua atenção para o sudoeste, com o objetivo de libertar os esclavenos que populavam o vale do Estrimão a Macedônia. Porém, seu principal obstáculo era a fortaleza bizantina de Sérdica.

## O cerco
No início de 809, Crum cercou a cidade, mas não conseguiu vencer a resistência da guarnição por várias semanas. Ao final, ele prometeu um salvo-conduto para os bizantinos na cidade se eles entregassem a fortaleza. Eles concordaram e Crum entrou em Sérdica antes da Páscoa, matando todos os 6 000 bizantinos que ali estavam.

## Resultado
O cerco vitorioso teve grande importância para a campanha búlgara, pois Sérdica era uma grande encruzilhada das rotas balcânicas e a cidade foi utilizada por governantes subsequentes como base para expansão territorial para o sul e sudoeste.